# Serie A1 NFLI 2006
La Serie A NFLI 2006, denominata anche Superbowl League, è stato il massimo livello del campionato italiano di football americano nel 2006. È stato organizzato da NFL Italia. A questa edizione hanno partecipato 29 squadre delle quali 7 nel girone di A1 e 22 nei 5 gironi di A2.

## Regular Season

### Serie A1
| Pos. | Squadra          | %V   | G | V | P | PF  | PS  |
| ---- | ---------------- | ---- | - | - | - | --- | --- |
| 1    | Lions Bergamo    | .750 | 8 | 6 | 2 | 210 | 47  |
| 2    | Panthers Parma   | .750 | 8 | 6 | 2 | 259 | 222 |
| 3    | Giants Bolzano   | .625 | 8 | 5 | 3 | 188 | 94  |
| 4    | Warriors Bologna | .500 | 8 | 4 | 4 | 209 | 166 |
| 5    | Briganti Napoli  | .500 | 8 | 4 | 4 | 191 | 191 |
| 6    | Gladiatori Roma  | .250 | 8 | 2 | 6 | 101 | 214 |
| 7    | Marines Lazio    | .125 | 8 | 1 | 7 | 185 | 309 |

## Playoff
Ai Playoff hanno preso parte le prime 5 classificate del torneo di A1 più la vincente del SilverBowl, finale del torneo di A2.
|  | Quarti di finale | Quarti di finale   | Quarti di finale |                  |               | Semifinali    | Semifinali    | Semifinali |  |  | XXVI Superbowl | XXVI Superbowl | XXVI Superbowl |  |
|  |                  |                    |                  |                  |               |               |               |            |  |  |                |                |                |  |
|  |                  |                    |                  |                  |               | 1             | Lions Bergamo | 21         |  |  |                |                |                |  |
|  |                  |                    |                  |                  |               | 1             | Lions Bergamo | 21         |  |  |                |                |                |  |
|  |                  |                    |                  | Warriors Bologna | 6             |               |               |            |  |  |                |                |                |  |
|  | 4                | Warriors Bologna   | 8                | Warriors Bologna | 6             |               |               |            |  |  |                |                |                |  |
|  | 4                | Warriors Bologna   | 8                |                  |               |               |               |            |  |  |                |                |                |  |
|  | 5                | Briganti Napoli    | 0                |                  |               |               |               |            |  |  |                |                |                |  |
|  | 5                | Briganti Napoli    | 0                |                  | Lions Bergamo | Lions Bergamo | 24            |            |  |  |                |                |                |  |
|  |                  |                    |                  |                  |               |               |               |            |  |  |                |                |                |  |
|  |                  |                    | Panthers Parma   | Panthers Parma   | 12            |               |               |            |  |  |                |                |                |  |
|  |                  |                    |                  | Panthers Parma   | 12            |               |               |            |  |  |                |                |                |  |
|  |                  |                    |                  |                  |               |               |               |            |  |  |                |                |                |  |
|  |                  |                    |                  |                  |               |               |               |            |  |  |                |                |                |  |
|  |                  | 2                  | Panthers Parma   | 34               |               |               |               |            |  |  |                |                |                |  |
|  |                  |                    |                  | 34               |               |               |               |            |  |  |                |                |                |  |
|  |                  |                    |                  | Giants Bolzano   | 26            |               |               |            |  |  |                |                |                |  |
|  | 3                | Giants Bolzano     | 37               | Giants Bolzano   | 26            |               |               |            |  |  |                |                |                |  |
|  | 3                | Giants Bolzano     | 37               |                  |               |               |               |            |  |  |                |                |                |  |
|  | 1A2              | Hogs Reggio Emilia | 6                |                  |               |               |               |            |  |  |                |                |                |  |

### XXVI Superbowl
La partita finale, chiamata XXVI Superbowl italiano, si è disputata il 29 luglio 2006 allo Stadio Andrea Torelli di Scandiano (RE), ed è stata vinta dai Lions Bergamo, al loro 10º titolo (9° consecutivo) sui Panthers Parma per 24 a 12.
Jab Johnson, runningback dei Lions, è stato eletto MVP dell'incontro.
- Lions Bergamo campioni d'Italia 2006 e qualificati all'Eurobowl 2007.